# Явор, Бенедек
Бенедек Явор (венг. Jávor Benedek; род. 2 июля 1972, Будапешт) — венгерский активист-эколог, преподаватель университета и политик, депутат Государственного собрания Венгрии в 2010—2014 годах, бывший сопредседатель партии «Диалог за Венгрию», депутат Европейского парламента 8-го созыва.

## Биография
В 1997 году окончил биологический факультет Университета имени Лоранда Этвёша в Будапеште. В 2006 году получил докторскую степень там же. Преподавал экологическое право в Католическом университете Петера Пазманя. У него около полусотни публикаций по математическому моделированию экологических систем, философии окружающей среды, экологической этике, экотеологии, политической экологии и государственному управлению в сфере охраны окружающей среды. 
В 2000 году он был одним из основателей экологической неправительственной организации «Védegylet», занимающейся продвижением устойчивого развития. Он был активным организатором в поддержку избрания Ласло Шойома президентом Венгрии. В 2009 году стал одним из основателей и лидеров новой партии «Политика может быть другой» (LMP). На парламентских выборах 2010 года получил место в Государственном собрании, где занимал пост председателя Комитета по устойчивому развитию с 2010 по 2013 годы. Также был кандидатом от партии LMP на пост мэра Будапешта на мэрских выборах 2010 года, однако получил 9,89% голосов и занял третье место. После отставки Андраша Шиффера 29 января 2012 года Явор был назначен лидером парламентской фракции LMP. Подал в отставку с поста главы фракции, после того, как съезд партии «Политика может быть разной» в ноябре 2012 года принял решение не вступать в коалицию «Вместе 2014», избирательный альянс оппозиционных партий и движений во главе с Гордоном Байнаи. 
В январе 2013 года съезд LMP выступил против предвыборного сотрудничества с другими оппозиционными силами, включая «Вместе 2014». В результате члены платформы «Диалог за Венгрию» на базе LMP под руководством Явора объявили о своем решении выйти из партии и создать новую организацию. Бенедек Явор уверил, что восемь депутатов, покидающих LMP, сохранят свои парламентские мандаты. Ушедшие депутаты создали «Диалог за Венгрию» в качестве полноценной партии.
«Диалог за Венгрию» провела свой первый съезд 17 февраля 2013 года. Явор был избран сопредседателем партии вместе с Тимеа Сабо. Съезд также уполномочил правление партии начать переговоры с движением «Вместе 2014». Явор и Сабо, как сопредседатели, вошли в высший состав «Вместе 2014». 
Бенедек Явор был избран депутатом Европейского парламента на выборах 2014 года и присоединился к фракции «Зелёные — Европейский свободный альянс». В июне 2014 года Гергей Карачонь  сменил его на посту сопредседателя партии. Имя Явора фигурировало в объединённом списке от Венгерской социалистической партии и «Диалога за Венгрию» во время выборов в Европарламент 2019 года, но он остался без мандата. 

## Личная жизнь
Женат, имеет 2 детей.